# Danh sách chuyên gia y tế tử vong do dịch SARS
Đây là danh sách các chuyên gia y tế tử vong do dịch SARS vào năm 2003.

## Danh sách
| Tên                                 | Vị trí                     | Nơi làm việc                                                | Nơi mất     | Ngày mất            |
| ----------------------------------- | -------------------------- | ----------------------------------------------------------- | ----------- | ------------------- |
| Carlo Urbani                        | Bác sĩ                     | Tổ chức Y tế Thế giới                                       | Bangkok     | 29 tháng 3 năm 2003 |
| Lâm Vĩnh Tường (林永祥)             | Bác sĩ                     | Khoa Nội, Bệnh viện Tưởng niệm Trưởng Canh Cao Hùng         | Cao Hùng    | 16 tháng 5 năm 2003 |
| Trần Tĩnh Thu (陳靜秋)              | Điều dưỡng trưởng          | Bệnh viện Hy vọng Thành phố Đài Bắc                         | Đài Bắc     | 1 tháng 5 năm 2003  |
| Trần Lã Lệ Ngọc (陳呂麗玉)          | Nhân viên lau dọn          | Bệnh viện Hy vọng Thành phố Đài Bắc                         | Đài Bắc     | 3 tháng 5 năm 2003  |
| Hồ Quý Phương (胡貴芳)              | Điều dưỡng                 | Bệnh viện Nhân Tế                                           | Đài Bắc     | 7 tháng 5 năm 2003  |
| Lâm Giai Linh (林佳鈴)              | Điều dưỡng                 | Bệnh viện Hy vọng Thành phố Đài Bắc                         | Đài Bắc     | 11 tháng 5 năm 2003 |
| Quách Quốc Triển (郭國展)           | Nhân viên cấp cứu          | Sở Cứu hỏa Thành phố Đài Bắc                                | Đài Bắc     | 15 tháng 5 năm 2003 |
| Lâm Trùng Uy (林重威)               | Bác sĩ                     | Bệnh viện Hy vọng Thành phố Đài Bắc                         | Đài Bắc     | 15 tháng 5 năm 2003 |
| Trịnh Tuyết Tuệ (鄭雪慧)            | Phó giám đốc               | Khoa Điều dưỡng, Bệnh viện Hy vọng Thành phố Đài Bắc        | Đài Bắc     | 18 tháng 5 năm 2003 |
| Yang Shu-chen (楊淑媜)              | Thư ký điều dưỡng          | Bệnh viện Hy vọng Thành phố Đài Bắc                         | Đài Bắc     | 28 tháng 5 năm 2003 |
| Thái Xảo Diệu (蔡巧妙)              | Chuyên gia kỹ thuật y khoa | Bệnh viện Hy vọng Thành phố Đài Bắc                         | Đài Bắc     | 13 tháng 6 năm 2003 |
| Lưu Đại Quân (劉大鈞)               | Bác sĩ nhi khoa            | Phòng khám tư                                               | Hồng Kông   | 3 tháng 4 năm 2003  |
| Lưu Vĩnh Giai (劉永佳)              | Điều dưỡng                 | Khoa Lồng ngực, Bệnh viện Truân Môn                         | Hồng Kông   | 26 tháng 4 năm 2003 |
| Tạ Uyển Văn (謝婉雯)                | Bác sĩ                     | Khoa Lồng ngực, Bệnh viện Truân Môn                         | Hồng Kông   | 13 tháng 5 năm 2003 |
| Đặng Hương Mỹ (鄧香美)              | Trợ lý y khoa              | Bệnh viện Liên hợp Cơ Đốc giáo                              | Hồng Kông   | 16 tháng 5 năm 2003 |
| Lưu Cẩm Dung (劉錦蓉)               | Trợ lý y khoa              | Bệnh viện Liên hợp Cơ Đốc giáo                              | Hồng Kông   | 27 tháng 5 năm 2003 |
| Vương Cảnh Đệ (王庚娣)              | Trợ lý y khoa              | Bệnh viện Thân vương Xứ Wales                               | Hồng Kông   | 31 tháng 5 năm 2003 |
| Trương Tích Hiến (張錫憲)           | Bác sĩ tai mũi họng        | Phòng khám tư                                               | Hồng Kông   | 31 tháng 5 năm 2003 |
| Lưu Kiến Luân (刘建伦)              | Giáo sư y khoa             | Bệnh viện Tưởng niệm Trung Sơn                              | Hồng Kông   | 4 tháng 3 năm 2003  |
| Trịnh Hạ Ân (鄭夏恩)                | Bác sĩ                     | Bệnh viện Đại Bộ                                            | Hồng Kông   | 1 tháng 6 năm 2003  |
| Diệp Hân (葉欣)                     | Điều dưỡng trưởng          | Bệnh viện Y học cổ truyền Tỉnh Quảng Đông, cơ sở Đảo Nhị Sa | Quảng Châu  | 23 tháng 3 năm 2003 |
| Đặng Luyện Hiền (鄧練賢)            | Bác sĩ                     | Bệnh viện 3 trực thuộc Đại học Trung Sơn                    | Quảng Châu  | 21 tháng 4 năm 2003 |
| Lương Thế Khuê (梁世奎)             | Phó giám đốc               | Khoa Cấp cứu, Bệnh viện Nhân dân Tỉnh Sơn Tây               | Thái Nguyên | 24 tháng 4 năm 2003 |
| Lý Hiểu Hồng (李曉紅)               | Bác sĩ                     | Bệnh viện Đa khoa Cảnh sát vũ trang Bắc Kinh                | Bắc Kinh    | 16 tháng 4 năm 2003 |
| Vương Tinh (王晶)                   | Điều dưỡng                 | Khoa Cấp cứu, Bệnh viện Nhân dân Đại học Bắc Kinh           | Bắc Kinh    | 27 tháng 4 năm 2003 |
| Dương Đào (楊濤)                    | Bác sĩ                     | Khoa X quang, Bệnh viện Lộ Hà                               | Bắc Kinh    | 6 tháng 5 năm 2003  |
| Đinh Tú Lan (丁秀蘭)                | Giám đốc y khoa            | Bệnh viện Nhân dân Đại học Bắc Kinh                         | Bắc Kinh    | 13 tháng 5 năm 2003 |
| Vương Kiến Hoa (王建華)             | Điều dưỡng                 | Bệnh viện Lộ Hà                                             | Bắc Kinh    | 2003                |
| Triệu Quang Hạo, Alexandre (趙光灝) | Bác sĩ phẫu thuật mạch máu | Khoa Mạch máu, Bệnh viện Đa khoa Singapore                  | Singapore   | 22 tháng 4 năm 2003 |
| Ong Hok Su                          | Bác sĩ                     | Bệnh viện Trần Đốc Sinh                                     | Singapore   | 7 tháng 4 năm 2003  |
| Hamidah Ismail                      | Điều dưỡng                 | Bệnh viện Trần Đốc Sinh                                     | Singapore   | 11 tháng 5 năm 2003 |
| Jonnel Pabuyon Pinera               | Điều dưỡng                 | Nhà dưỡng lão Orange Valley                                 | Singapore   | 2003                |
| Kiew Miyaw Tan                      | Hospital Attendant         | Bệnh viện Đa khoa Singapore                                 | Singapore   | 2003                |
| Nguyễn Thị Lượng                    | Điều dưỡng                 | Bệnh viện Việt Pháp                                         | Hà Nội      | 15 tháng 3 năm 2003 |
| Phạm Thị Uyên                       | Điều dưỡng                 | Bệnh viện Việt Pháp                                         | Hà Nội      | 24 tháng 3 năm 2003 |
| Nguyễn Thế Phương                   | Bác sĩ                     | Bệnh viện Việt Pháp                                         | Hà Nội      | 24 tháng 3 năm 2003 |
| Nguyễn Hữu Bội                      | Bác sĩ                     | Bệnh viện Việt Pháp                                         | Hà Nội      | 12 tháng 4 năm 2003 |
| Jean Paul Dirosier                  | Bác sĩ                     | Bệnh viện Việt Pháp                                         | Hà Nội      | 19 tháng 3 năm 2003 |
| Nestor Yanga                        | Bác sĩ                     | Lapsley Family Doctors                                      | Toronto     | 13 tháng 8 năm 2003 |